# Der Schleier der Beatrice
Der Schleier der Beatrice ist ein Versdrama von Arthur Schnitzler in fünf Akten. Es wurde 1900 am Breslauer Lobe-Theater uraufgeführt und erschien in Buchform zunächst 1900 in Berlin im Verlag des Theateragenten und Verlegers Albert Entsch, 1901 im S. Fischer Verlag. Der Schleier der Beatrice gilt als literarische Parallele zu Freuds Traumdeutung.

## Handlung
Die Handlung ist im Bologna der Renaissance angelegt, wo die Truppen Cesare Borgias die Stadt belagern. Beatrice liebt den Poeten Filippo Loschi, hat aber einen Traum, in dem sie sich mit dem Herzog von Bologna, Lionardo Bentivoglio, verheiratet sieht. Das genügt Filippo, um die Geliebte zu verstoßen. Was für Beatrice nur ein Traum ist, bekommt für Filippio die Bedeutung eines heimlichen Wunsches.

## Entstehung
In seiner Jugend hatte Arthur Schnitzler mit Versdramen begonnen: Ägidius und sein frühester gedruckter dramatischer Versuch Alkandi’s Lied (1890). Basierend auf einer Pantomime aus den frühen Neunzigerjahren intensiviert sich im Frühjahr 1898 die  Arbeit an dem Stück. Schnitzler schrieb das Werk Mitte 1899 zu Ende. (Die Pantomime wurde nachdem das Drama publiziert war von Schnitzler überarbeitet und als Der Schleier der Pierrette veröffentlicht.) Über die Entstehung von Der Schleier der Beatrice verfasste Schnitzler einen (seiner ganz wenigen) Werkstatt-Texte, in dem er die Genese nachzeichnete: Über die Physiologie des Schaffens. Er erschien postum zwei Monate nach seinem Tod, am 25. Dezember 1931 in der Neuen Freie Presse. (In eingeschränktem Maß ist eine Rezeption zu Lebzeiten nachweisbar.)

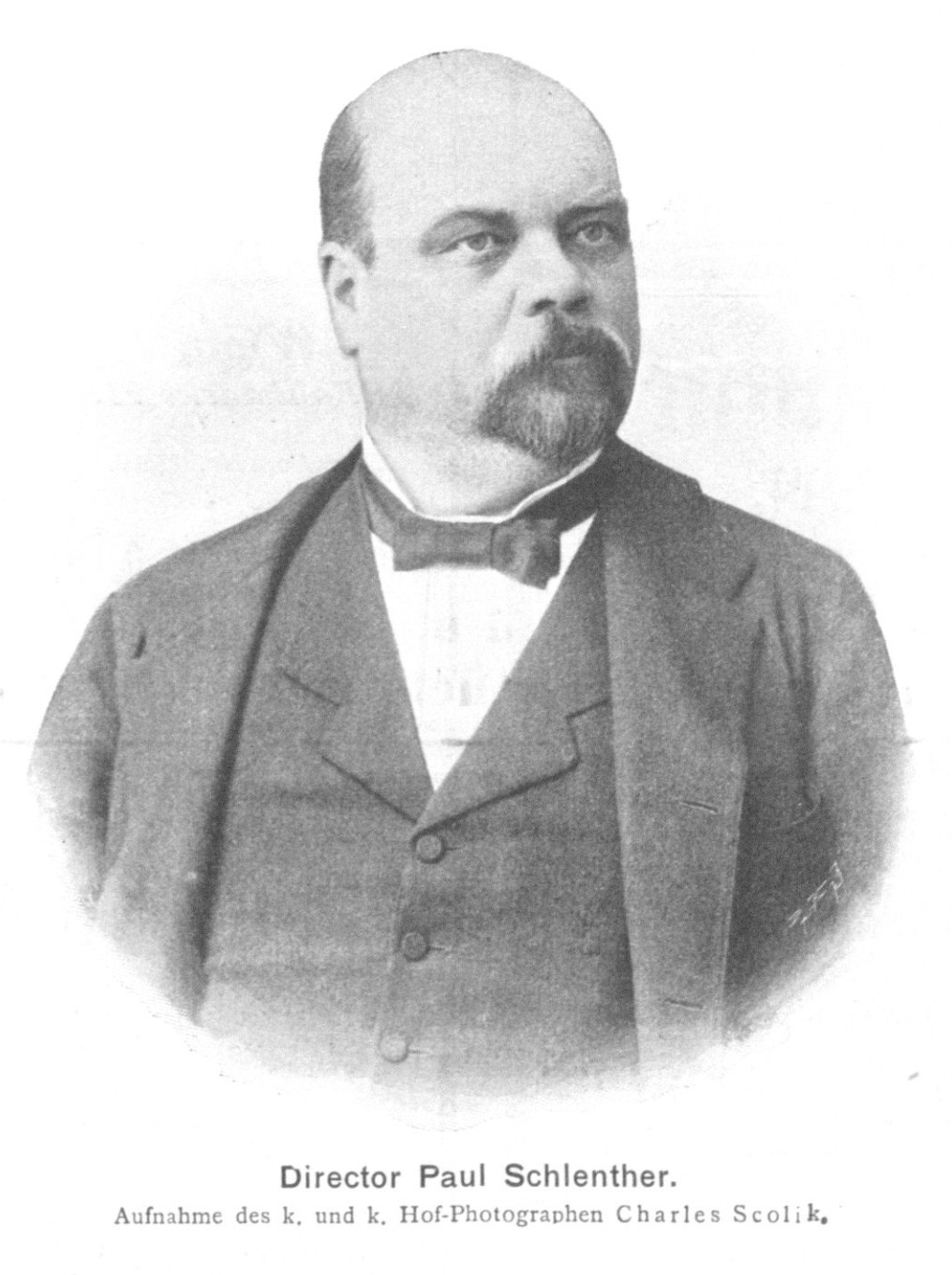
Paul Schlenther 1901

Ende 1899 reiche Schnitzler das Stück am Wiener Burgtheater ein und konnte durch eine missverständliche Aussage des Direktors auch annehmen, dass es angenommen sei. Im September gab Schlenther das Stück offiziell zurück, was zu einem Protestschreiben der Theaterkritiker der großen Tageszeitungen führte, darunter Hermann Bahr und Felix Salten. Nach dem Zerwürfnis mit Paul Schlenther wurden neue Stücke Schnitzlers für fünf Jahre nicht am Burgtheater aufgeführt.
Bereits am 7. Oktober 1899 hatte Schnitzler Otto Brahm den Schleier der Beatrice vorgelesen. Das Drama beeindruckte diesen zwar sehr, doch konnte es ihn nicht veranlassen, dieses Stück (am Deutschen Theater in Berlin) aufzuführen. Die Uraufführung fand dann recht kurzfristig am 1. Dezember 1900 in Breslau statt. Aber nach dem Berliner Erfolg der Lebendigen Stunden (4. Januar 1902) trat Brahm dem Gedanken einer Aufführung wieder näher, wenn auch seine Briefe (an Schnitzler) den Eindruck bewusster Verzögerungstaktik erwecken. Am 7. März 1903 war es (trotz der Bedenken von Otto Brahm) durch die Fürsprache von Max Reinhardt so weit: das Stück hatte Premiere am Deutschen Theater in Berlin, doch auch für Schnitzler war der Flop offensichtlich.  Reinhardt meinte, dass dieses Stück „derzeit an keiner anderen Bühne so gespielt, inszeniert und ausgestattet werden kann wie auf der unseren“. In Folge wurde das Stück zu einem der am seltensten gegebenen Stücke Schnitzlers.

## Bezug zur Psychoanalyse
Schnitzler hatte bereits mehrere Texte (Die Toten schweigen) und Theaterstücke (Paracelsus) verfasst, die auf seine genau Kenntnis der frühen psychoanalytischen Texte von Sigmund Freud und Josef Breuer verweisen. Auch in diesem Stück sind die Bezugnahmen und Parallelen nachzuweisen. Schnitzler bringt zur gleichen Zeit jene – vor allem sexuellen – Tabus zur Sprache, die die damalige ganz auf Rationalität und Fortschritt orientierte Gesellschaft verdrängt. Er zeigt, dass im Unterbewussten des Menschen Kräfte wohnen, die sich der Kontrolle des Verstandes entziehen.

## Urteile der Kritik
Das zeitgenössische Urteil über das Stück war zwiespältig. Max Koch hielt das Werk für „eine der bedeutendsten Schöpfungen“ der Jahrhundertwende. Rainer Maria Rilke urteilte in einem Brief an Schnitzler: „Wunderbar einfach ist das komplizierte Wesen der Beatrice gefasst, und mit wirklich großer Gerechtigkeit stehen Sie über ihm und seine Wirren“. Alfred Polgar schrieb in einer ausführlichen Kritik zu einer Neuinszenierung (am Burgtheater, Wien 23. April 1925, mit Raoul Aslan und Hilde Wagener) in „Die Weltbühne“ (16. Juni 1925): „Niemand kannte die Frauen, auch Arthur Schnitzler nicht, der sie genau kennt“. Der Schnitzler-Biograph Reinhard Urbach weist auf die Parallelität zwischen dem Schleier der Beatrice (im Kontext mit dem Protagonisten Filippo Loschi = Dichter) und der Traumdeutung (von Sigmund Freud) hin. Beatrice hatte den Traum nicht als Wunschtraum akzeptiert und nicht als Möglichkeit gedeutet. Aber was für Beatrice nur ein Traum ist, ist für den der Traumdeutung kundigen Filippo Begierde ohne Mut.
Für Max Haberich liegt der Grund, dass der Der Schleier der Beatrice keinen Erfolg hatte, darin, dass Schnitzler Verse verwendete und dadurch das psychologische Motiv nicht so deutlich wie bei seinen anderen Stücken hervorträte.

## Buchausgaben
- Der Schleier der Beatrice. Schauspiel in fünf Akten. Berlin: A. Entsch 1900 (Bühnenmanuskript)
- Der Schleier der Beatrice. Berlin, S. Fischer, 1901. (Erstausgabe)
- Gesammelte Werke: Die Theaterstücke. Zweiter Band. (Paracelsus. Die Gefährtin. Der grüne Kakadu. Der Schleier der Beatrice. Lebendige Stunden). Berlin, Fischer 1912
- Der Schleier der Beatrice: Dramen 1899–1900. Frankfurt am Main: Fischer Taschenbuch Verlag 1999, ISBN 978-3-596-11504-4